# Konstantin Jurieniow
Konstantin Konstantinowicz Jurieniow (Krotowski) (ros. Константин Константинович Юренёв (Кротовский), ur. 1888 w Dyneburgu, zm. 1 sierpnia 1938) – radziecki wojskowy i dyplomata.

## Życiorys
Od 1905 członek SDPRR, 1916 powołany do rosyjskiej armii, zbiegł, został ujęty i osadzony w areszcie, skąd zbiegł. Od lipca 1917 członek SDPRR(b), 1917 członek Komitetu Wykonawczego Rady Piotrogrodzkiej, od września 1917 przewodniczący Głównego Sztabu Czerwonej Gwardii w Piotrogrodzie, w listopadzie 1917 członek Piotrogrodzkiego Komitetu Wojskowo-Rewolucyjnego. Od lutego 1918 do 1919 członek Kolegium Ludowego Komisariatu Spraw Wojskowych RFSRR, od kwietnia 1918 do 1919 przewodniczący Wszechrosyjskiego Biura Komisarzy Wojskowych, od 30 września 1918 do 8 lipca 1919 członek Rady Wojskowo-Rewolucyjnej Republiki, od 15 kwietnia do 14 sierpnia 1919 członek Rady Wojskowo-Rewolucyjnej Frontu Wschodniego (wojny domowej w Rosji). Od 14 października 1919 do 5 stycznia 1920 członek Rady Wojskowo-Rewolucyjnej Frontu Zachodniego, 1920 członek Moskiewskiego Komitetu RKP(b), od 17 maja 1920 do maja 1921 przewodniczący Komitetu Wykonawczego Kurskiej Rady Gubernialnej, od 16 maja 1921 do 1 lutego 1922 pełnomocny przedstawiciel (ambasador) RFSRR w Bucharze. Od 1 lutego 1922 do 14 lutego 1923 ambasador RFSRR na Łotwie, od 14 lutego 1923 do 3 marca 1924 przedstawiciel dyplomatyczny RFSRR/ZSRR w Czechosłowacji, od 7 marca 1924 do 4 kwietnia 1925 ambasador ZSRR we Włoszech, od 24 kwietnia 1925 do 5 sierpnia 1927 ambasador ZSRR w Iranie. Od 1 października 1927 do 24 stycznia 1933 ambasador ZSRR w Austrii, od 29 stycznia 1933 do 16 czerwca 1937 ambasador ZSRR w Japonii, od 16 czerwca do 11 października 1937 ambasador ZSRR w Niemczech.
Podczas wielkiego terroru w ZSRR 23 września 1937 aresztowany, 1 sierpnia 1938 skazany na śmierć przez Kolegium Wojskowe Sądu Najwyższego ZSRR pod zarzutem szpiegostwa, finansowania i przynależności do kontrrewolucyjnej organizacji i próbę dokonania aktu terrorystycznego wobec Nikołaja Jeżowa, po czym rozstrzelany. 22 grudnia 1956 pośmiertnie zrehabilitowany.